# LeEco
Pour les articles homonymes, voir Lecco (homonymie).
Leshi Internet Information & Technology, connue aussi comme LeEco (et auparavant comme Letv) est une entreprise chinoise de technologie, et une des plus grandes entreprises chinoises de vidéos distribuées sur Internet. Elle a son siège dans le district de Chaoyang à Pékin.

## Histoire & activité
Fondée en novembre 2004 par Jia Yueting (en), Le.com est spécialisée initialement dans le streaming vidéo. L'entreprise construit en 2011 « Le Ecosystem », une plateforme en ligne avec du contenu, des services et des applications. Le groupe LeEco se diversifie dans différents secteurs, allant de la télévision IP ou de la production et de la distribution de vidéos, jusqu'au commerce électronique, à l'agriculture durable et aux voitures électriques liées à Internet, lesquelles furent annoncées fin 2014.
En juillet 2016, LeEco annonce sa volonté d'acquérir l'entreprise américaine Vizio, spécialisée dans la fabrication de télévisions et matériels multimédias, pour 2 milliards de dollars. En avril 2017, LeEco annonce l'échec de son acquisition sur Vizio.